# 霊巌寺 (八女市)
霊巌寺（れいがんじ）は、福岡県八女市黒木町笠原に所在する臨済宗妙心寺派寺院。山号は大端山。本尊は千手観音。開山は八女茶の起源をつくった栄林周端。開基は松尾久家。筑後三十三観音霊場満願（33番）札所。境内一帯の奇岩は福岡県指定天然記念物。

## 歴史
応永30年（1423年）に開山を栄林周端。開基を松尾久家として創建される。「太宰管内志」において八女茶発祥の地とされている。
永禄13年（1570年）に周端像が造立される。

## 交通アクセス
- JR九州鹿児島本線羽犬塚駅より堀川バス黒木ゆきに乗車し終点下車。そこからタクシーで18分
- 九州自動車道八女インターチェンジから24㎞